# Geelvink Channel
Geelvink Channel är ett sund i Australien. Det ligger i delstaten Western Australia, omkring 410 kilometer norr om delstatshuvudstaden Perth.